# ブルーライト ヨコスカ
「ブルーライト ヨコスカ」は、Mi-Keの楽曲。1991年6月13日に3枚目のシングルとして発売された。

## 解説
- タイトルはいしだあゆみの「ブルー・ライト・ヨコハマ」から来ており、同曲の歌詞の一部分が引用されている。メロディーもパロディ要素が強く、サビのバックはザ・ベンチャーズの「急がば廻れ」がほとんど原型のまま織り込まれている。また「モナリザの微笑/ザ・タイガース」の中に「涙ポロポロ日曜日」という歌詞の一節がある。
- BMGルームスから再発。
- 『懐かしのブルーライトヨコハマ ヨコスカ』、『Complete of Mi-Ke at the BEING studio』、『BEST OF BEST 1000 Mi-Ke』収録。DVD『Mi-Ke CLIPS』にPVが収録されている。

## 収録曲
1. ブルーライト ヨコスカ
作詞：長戸大幸 作曲：織田哲郎 編曲：明石昌夫
2. あの日のI LOVE YOU
作詞：秋元康 作曲：川島だりあ
3. ブルーライト ヨコスカ（オリジナル・カラオケ）

## タイアップ
- 日本テレビ系『クイズ世界はSHOWbyショーバイ!!』エンディングテーマ（#1）
- SHARP『イラストーク』CMソング（#2）